# El enigma Vivaldi
El enigma Vivaldi es la primera novela del escritor Peter Harris.

## Argumento
Poco antes de morir en Viena, el compositor y violinista Antonio Vivaldi envió a una sociedad secreta de la que era miembro, la Fraternitas Charitatis, una terrible información; estaba en clave, para evitar que pudiera ser leída por otras personas.
Tanto la clave como la información se perdieron. Ya en la actualidad, un violinista español devoto de Vivaldi, el "cura rojo", como era llamado por el color de su pelo, encuentra por casualidad el documento, que resulta ser una extraña partitura. Sólo falta descifrar su contenido; para ello el violinista establece contactos con gente que no resulta inocente en absoluto. De ese modo se pone en el punto de mira de otros que también ambicionan el secreto de Vivaldi y que no están dispuestos a detenerse ni ante el asesinato.